# Gédéon
Pour les articles homonymes, voir Gédéon (homonymie).
Gédéon ou Gideon  (en hébreu : גדעון - Guide'on), également connu sous le nom de Yeroubbaal (« Que Baal se défende ! »), est un personnage biblique du Livre des Juges (chapitres 6 à 8). Il est issu de la tribu de Manassé.
Il est fêté le 26 septembre.

## Biographie

### Le miracle de Gédéon
Appelé par Dieu pour vaincre les Madianites, Gédéon demande des gages. 
Voici le récit, dans la formulation de la Bible Segond :

« Gédéon dit à Dieu : Si tu veux délivrer Israël par ma main, comme tu l’as dit,
voici, je vais mettre une toison de laine dans l’aire ; si la toison seule se couvre de rosée et que tout le terrain reste sec, je connaîtrai que tu délivreras Israël par ma main, comme tu l’as dit.

Et il arriva ainsi. Le jour suivant, il se leva de bon matin, pressa la toison, et en fit sortir la rosée, qui donna de l’eau plein une coupe.

Gédéon dit à Dieu : Que ta colère ne s’enflamme point contre moi, et je ne parlerai plus que cette fois : Je voudrais seulement faire encore une épreuve avec la toison : que la toison seule reste sèche, et que tout le terrain se couvre de rosée.

Et Dieu fit ainsi cette nuit-là. La toison seule resta sèche, et tout le terrain se couvrit de rosée. »

C'est ce « miracle », appelé miracle de la rosée, qui est le sujet de nombreux tableaux et d'évocations dans les Biblia pauperum (Bible des pauvres), où il est évoqué en parallèle avec l'Annonciation et la tentation d'Ève.

### Victoire sur les envahisseurs
Dieu ne souhaite pas que la victoire qu'il veut offrir aux Israélites contre leurs envahisseurs puisse être mal interprétée, attribuant leur victoire à leurs propres forces plutôt qu'à celle de Dieu. Il fait renvoyer plus des deux tiers des troupes rassemblées par Gédéon puis il lui propose de faire un nouveau tri parmi ceux qui restent. Le peuple descend vers l'eau pour boire. Dieu demande à Gédéon de retenir ceux qui ont « lapé l'eau en la portant à la bouche avec leur main ». Il ne reste alors plus que 300 hommes parmi les 32 000 qui avaient rejoint Gédéon.
Pendant la nuit, Gédéon s'infiltre dans le camp des Madianites et entend le rêve d'un des soldats (un pain d'orge qui roule dans le camp et renverse sa tente) et son interprétation par l'un de ses camarades (le camp livré par Dieu à l'épée de Gédéon). Lorsque les 300 Israélites lancent leur attaque à coups de trompettes en criant : « L'épée de Dieu et de Gédéon ! »,, les Madianites sont pris de panique dans le camp et s'entretuent. La victoire est assurée et Isaïe rappelle « le jour de Madian » et « la défaite de Madian ». Les survivants s'enfuient.
Gédéon appelle de nouveaux renforts des quatre tribus liguées. Les hommes de la tribu d'Éphraïm participent également à bloquer la fuite des Madianites et à capturer deux de leurs princes (Oreb,,, tué au rocher d'Oreb et Zéeb,, tué au pressoir de Zéeb) dont les têtes sont rapportées à Gédéon. Gédéon calme ainsi le ressentiment des Éphraïmites, laissés en dehors de la coalition contre les envahisseurs.
La petite troupe de Gédéon poursuit deux rois appelés Zébah et Tsalmounna, qui se sont échappés sur l'autre rive du Jourdain. Deux villes appelées Soukkot et Penouel sur le chemin refusent d'approvisionner Gédéon. Après avoir rattrapé les deux rois et les avoir tués de sang-froid (ils sont les assassins de ses frères), Gédéon revient dans ces deux villes et fouette les Anciens de Soukkot avec des épines du désert et des ronces puis détruit la tour de Penouel et tue les hommes de la ville.

### Fin du récit
Après cette victoire, les Israélites demandent à Gédéon d’être leur roi. Il refuse, répondant que seul Dieu est leur guide. Le pays connaît la paix pendant la durée de la vie de Gédéon.
Gédéon demande aux Israélites l’or du butin pris aux Madianites et il le fait fondre pour fabriquer un « Éphod » (objet d'or généralement porté par les prêtres israélites) qu'il expose dans son village. La statue est finalement adorée comme une idole par le peuple d'Israël.
Gédéon prend de nombreuses femmes d'origines diverses et a 70 fils. Parmi eux, Abimelech se proclame roi à Sichem. À la mort de Gédéon, le peuple replonge dans le culte de Baal, oublie Dieu et la délivrance réalisée avec l'aide de la famille de Gédéon.

### Liens vers le récit biblique
Livre des Juges :
- Chapitre 6 Visite de l'ange, destruction de l'autel de Baal, miracles de la toison.
- Chapitre 7 Tri des combattants, destruction du camp de Madian.
- Chapitre 8 Poursuite des ennemis, fin de la vie de Gédéon.